# Cratere Bayer

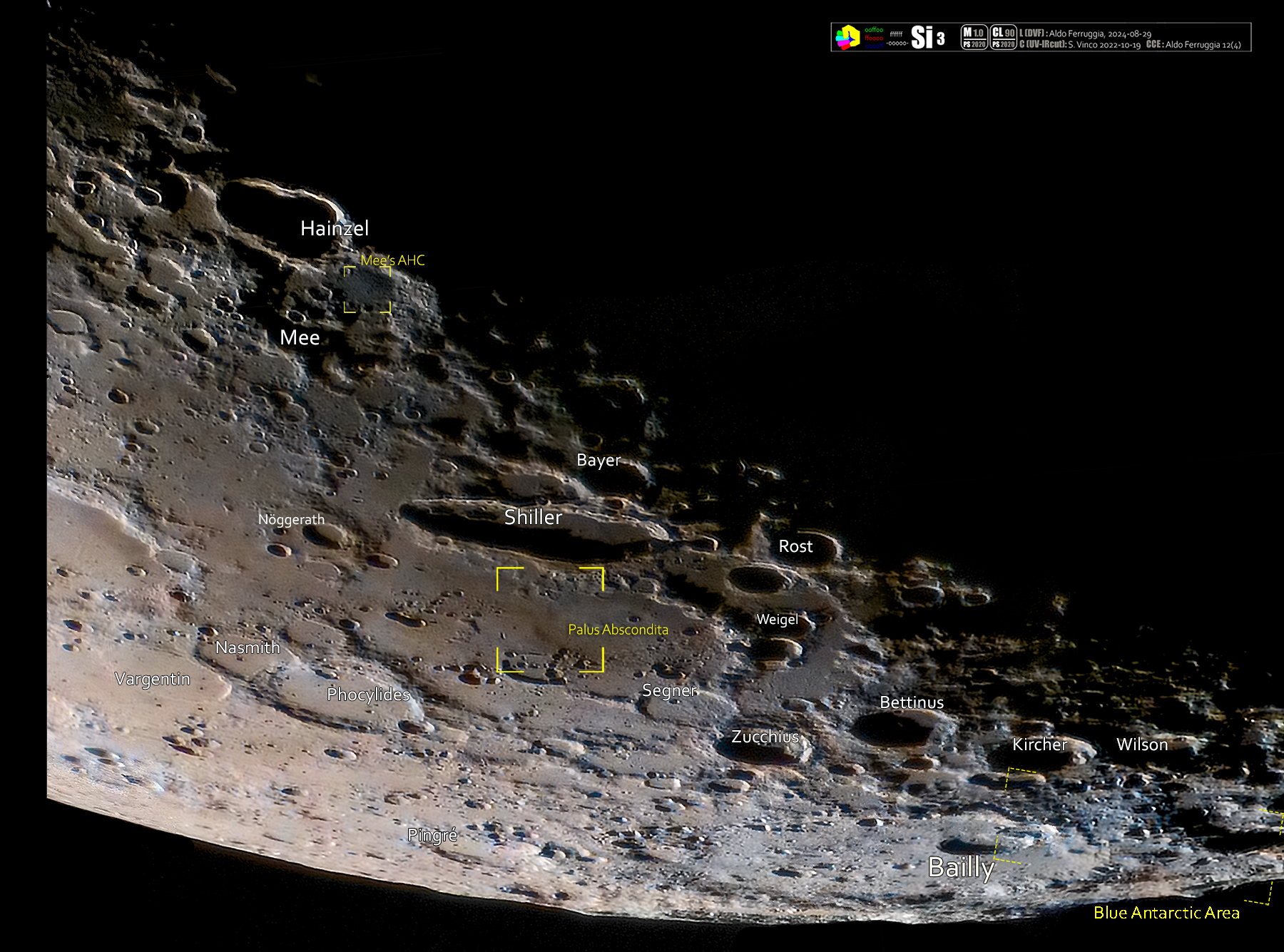
Area del cratere in immagine selenocromatica (Si) comn alcuni reperi. Vedi anche:

Bayer è un cratere lunare di 48,51 km situato nella parte sud-occidentale della faccia visibile della Luna. Il cratere è dedicato all'astronomo tedesco Johann Bayer.

## Crateri correlati
Alcuni crateri minori situati in prossimità di Bayer sono convenzionalmente identificati, sulle mappe lunari, attraverso una lettera associata al nome.
| Bayer | Coordinate            | Diametro (in km) |
| ----- | --------------------- | ---------------- |
| A     | 51°21′36″S 30°26′24″W | 17,54            |
| B     | 48°49′12″S 28°12′00″W | 23,09            |
| C     | 49°46′12″S 31°25′12″W | 22,1             |
| D     | 47°57′36″S 29°50′24″W | 19,6             |
| E     | 51°46′12″S 32°24′36″W | 29,35            |
| F     | 53°01′48″S 31°40′48″W | 19,11            |
| G     | 51°44′24″S 35°29′24″W | 7,44             |
| H     | 53°31′48″S 32°40′48″W | 31,54            |
| J     | 52°15′36″S 33°37′12″W | 24,64            |
| K     | 50°17′24″S 34°03′36″W | 15,78            |
| L     | 47°31′12″S 33°41′24″W | 13,35            |
| M     | 50°41′24″S 31°11′24″W | 9,51             |
| N     | 48°19′48″S 29°22′12″W | 8,57             |
| P     | 51°43′12″S 29°40′48″W | 4,25             |
| R     | 52°25′12″S 35°36′36″W | 7,69             |
| S     | 52°19′48″S 36°27′00″W | 15,44            |
| T     | 49°15′00″S 30°19′12″W | 7,98             |
| U     | 48°24′S 31°24′W       | 9,69             |
| V     | 47°33′36″S 31°45′36″W | 9,4              |
| W     | 48°02′24″S 33°24′36″W | 8,83             |
| X     | 53°25′12″S 33°48′36″W | 8,36             |
| Y     | 49°13′48″S 35°52′12″W | 27,59            |
| Z     | 49°07′12″S 33°36′36″W | 6,2              |